# Sanctuary (manga)
Sanctuary (サンクチュアリ?, Sankuchuari) è un manga di Sho Fumimura e Ryōichi Ikegami, pubblicato in Giappone fra il 1990 e il 1995. Nel 1996 ne fu anche tratto un OAV di 60 minuti. In Italia il manga è stato inizialmente pubblicato dalla Granata Press fra il 92 e il 1993 nella rivista Zero Nippon Comix, venendo però interrotto prima del termine della serie. Verrà poi ristampato integralmente dalla Star Comics nel 2000 all'interno della collana Point Break.

## Trama
Asami e Hojo sono due giovani giapponesi che dopo essere scampati alla guerra civile in Cambogia e aver fatto ritorno al loro paese hanno preso la decisione di cambiare e rinnovare il Giappone. L'obiettivo di un "Giappone nuovo" è il loro "Santuario" e per riuscire a raggiungerlo i due intraprendono due carriere opposte ma parallele: Hojo entra nella yakuza, mentre Asami cerca di far strada in politica.
La storia parte con Hojo e Asami agli inizi della loro scalata: Hojo è dirigente di una sezione del clan Yakuza del Kantō della "Lega Sagara", mentre Asami è segretario di un candidato del Partito liberale. Con una serie di mosse spregiudicate, e grazie all'aiuto del suo amico e compagno di clan Tokai, Hojo riesce a diventare presidente della "Lega Sagara" e a fare in modo che Asami ottenga una candidatura a un seggio in parlamento.
Nonostante i vecchi politici facciano di tutto per impedire la sua elezione, negandogli l'appoggio dei loro partiti, Asami riesce ugualmente ad arrivare in parlamento. Nel mentre Hojo dà il via a una guerra fra clan per prendere il potere su tutto il Kantō. A cercare di fermare lo yakuza interviene il commissario Kyoko Ishihara, che però dopo averlo conosciuto si innamora di lui e del suo progetto di cambiare il Giappone.
Asami inizia a muoversi all'interno del parlamento, facendo la conoscenza di Shinichiro Sengoku e Hidemaru Yoshikawa, due giovani deputati neo eletti come lui. I tre fanno amicizia, essendo accomunati dal medesimo scopo: togliere il potere al "grande vecchio" della politica, il corrotto segretario del partito liberale Isaoka. A loro si unisce anche il deputato Karya, presidente dell'associazione Anni '70, ex-contestatore che si era piegato alle logiche del potere ma che dopo aver conosciuto Asami ricomincia a credere nei suoi vecchi ideali.
Hojo dopo aver conquistato il Kantō rivolge il suo sguardo a Kōbe, città dove opera il più potente clan yakuza del Giappone, i Sanou. La decisione di sfidare i Sanou si rivela però troppo audace, e Hojo viene ferito gravemente da Kou, yakuza di Hong Kong ed ex-alleato di Tokai, che vuole ucciderlo per ottenere i favori dei Sanou e rubare Kantō a Hojo. L'attentato però non fa crollare il potere di Hojo ma al contrario gli fa guadagnare nuovi alleati. Kou, rendendosi conto di aver commesso un grave errore, decide di morire riguadagnandosi l'onore perduto andando a sfidare i Sanou da solo direttamente nella loro sede. È l'inizio della riscossa di Hojo, che dopo essere guarito ottiene un'alleanza "alla pari" con Ibuki, il nuovo capo dei Sanou chiamato a sostituire il vecchio Ogata. I due clan ora sono uniti nel progetto per un "nuovo Giappone".
Asami intanto, grazie ai contatti di Hojo, entra in possesso di alcuni documenti compromettenti
che incastrano il segretario Isaoka in una storia di corruzione. Il potere del vecchio sembra sul punto di crollare, ma nonostante le prove schiaccianti contro di lui Isaoka riesce ad insabbiare il caso e a prepararsi per il contrattacco. Dopo aver scoperto il rapporto che lega Hojo e Asami infatti cerca di ricattare Asami minacciando di rivelare quanto scoperto alla stampa. Asami rifiuta il ricatto ed è perciò costretto a dimettersi da deputato dopo che la storia viene alla luce.
L'occasione di rifarsi arriva però quasi subito: Ibuki costringe Isaoka ad indire nuove elezioni minacciando di rendere noti i finanziamenti dei Sanou ai membri del partito liberale e Isaoka accetta confidando in una vittoria che rafforzerebbe ulteriormente il suo potere. Al fianco di Asami si candida anche Hojo, una mossa che serve ad attirare l'attenzione della gente sulle elezioni e a cercare di portare alle urne anche l'enorme numero di astenuti (quasi il 50% degli aventi diritto) che potrebbero con il loro voto porre fine all'egemonia del partito liberale.
Durante la campagna elettorale arriva però un'amara scoperta: Asami è gravemente malato, un tumore causato dal napalm (con cui era entrato in contatto ai tempi della Cambogia) ha ormai devastato i suoi organi interni. Hojo è sconvolto, anche perché Asami si è ammalato al posto suo, per averlo sostituito in un lavoro svolto in una zona contaminata. Oltre a questo, anche la campagna elettorale inizia ad andare a rotoli quando la "Lega Sagara" di Hojo è costretta a impugnare le armi ed a scontrarsi con un gruppo di dissidenti in Hokkaidō (fra i quali l'ex-allievo di Tokai, Segawa) finanziati dalla mafia russa. Il popolo giapponese è inorridito dalla violenza degli Yakuza e i consensi calano.
Proprio quando tutto sembra perduto, Segawa, in fin di vita dopo che i suoi alleati russi gli hanno sparato, esce allo scoperto rivelando davanti alle telecamere che dietro agli attacchi in Hokkaidō c'era in realtà il partito liberale, prima di morire in diretta. È la molla che spinge gli indecisi a presentarsi alle urne e a consegnare una vittoria parziale ad Asami che però non ottiene la maggioranza in parlamento. Sarà lo stesso Isaoka ad ammettere la propria sconfitta, nominando in pratica Asami suo erede.
Il manga termina con Asami e Hojo, che hanno ormai raggiunto il loro "Santuario", nuovamente in Cambogia e seduti all'ombra di un enorme albero. Asami, visibilmente stanco chiede ad Hojo: "Posso dormire ora?" e si appoggia sulla sua spalla chiudendo gli occhi, mentre l'amico piange.

## Media

### Manga
Il manga è stato scritto da Sho Fumimura, disegnato da Ryōichi Ikegami e serializzato dal 1990 al 1995 sulla rivista Big Comic Superior edita da Shogakukan. I vari capitoli sono stati poi raccolti in dodici volumi tankōbon pubblicati tra il 30 novembre 1990 ed il 27 aprile 1995.
In Italia la serie è stata inizialmente pubblicata da Granata Press dal 1992 al 1993 sulla rivista Zero Nippon Comix venendo però interrotta prima del termine della storia. Diversi anni dopo, Star Comics ha ripubblicato la serie integralmente all'interno della collana Point Break dal settembre 2000 all'agosto 2001.

#### Volumi
| 1  | 30 novembre 1990 | ISBN 4-09-182361-0 | settembre 2000 |
| 1  | Capitoli - 01. Il santuario - 02. L'organizzazione - 03. La ragazzina - 04. Contrattacco - 05. Mordere la tigre - 06. Luci e ombre - 07. L'eroe - 08. La minaccia - 09. La bomba - 10. Il dolore                            |                    |                |
| 2  | 27 aprile 1991 | ISBN 4-09-182362-9 | ottobre 2000   |
| 2  | Capitoli - 01. Lotta di potere - 02. Il sogno - 03. Vita da yakuza - 04. La fame - 05. Volontà di potere - 06. Il nuovo presidente - 07. Zanne - 08. Giappone - 09. I profughi                                              |                    |                |
| 3  | 30 luglio 1991 | ISBN 4-09-182363-7 | novembre 2000  |
| 3  | Capitoli - 01. Cambogia - 02. La conquista - 03. Pressioni - 04. Morra cinese - 05. Una nazione aperta - 06. Hong Kong - 07. Coesistenza e prosperità - 08. Il trono - 09. La testa della lucertola                         |                    |                |
| 4  | 29 febbraio 1992 | ISBN 4-09-182364-5 | dicembre 2000  |
| 4  | Capitoli - 01. Naufragio - 02. La vigilia della battaglia - 03. I nemici - 04. Tensioni - 05. La lotta - 06. Parola d'ordine - 07. Il primo ministro - 08. La testa                                                         |                    |                |
| 5  | 29 agosto 1992 | ISBN 4-09-182365-3 | gennaio 2001   |
| 5  | Capitoli - 01. Il conflitto - 02. Prova di forza - 03. Yakuza - 04. Amari ricordi - 05. Conclusione - 06. La decisione - 07. L'obiettivo - 08. La dottoressa Biset - 09. Un pianto dirotto                                  |                    |                |
| 6  | 30 marzo 1993 | ISBN 4-09-182366-1 | febbraio 2001  |
| 6  | Capitoli - 01. I Sanou di Kobe - 02. A metà strada - 03. La trappola - 04. Pietà e vendetta - 05. Vermi - 06. L'ascia - 07. La promessa - 08. Probabilità - 09. Brindisi con il sake                                        |                    |                |
| 7  | 30 settembre 1993 | ISBN 4-09-182367-X | marzo 2001     |
| 7  | Capitoli - 01. Vento d'Oriente - 02. Strategia - 03. La riforma - 04. Il risveglio - 05. Rinascita - 06. Una questione d'onore - 07. L'attacco - 08. La vecchiaia                                                           |                    |                |
| 8  | 29 gennaio 1994 | ISBN 4-09-182368-8 | aprile 2001    |
| 8  | Capitoli - 01. L'idolo - 02. Testa a testa - 03. Ai piedi della montagna - 04. La portantina sacra - 05. I sopravvissuti - 06. Il topo - 07. La difesa e l'attacco - 08. La ricerca - 09. Errori di calcolo                 |                    |                |
| 9  | 30 maggio 1994 | ISBN 4-09-182369-6 | maggio 2001    |
| 9  | Capitoli - 01. Il sostituto del presidente - 02. Dieci anni - 03. La riforma delle coscienze - 04. Vecchi amici - 05. Verità - 06. La conferenza stampa - 07. L'onestà - 08. Probabilità di vittoria - 09. La dichiarazione |                    |                |
| 10 | 30 agosto 1994 | ISBN 4-09-182370-X | giugno 2001    |
| 10 | Capitoli - 01. La verità - 02. Dimissioni dal partito - 03. Dura battaglia - 04. La dichiarazione - 05. Il presidente - 06. La bandiera della rivolta - 07. La distruzione - 08. La mafia russa - 09. Convinzioni personali |                    |                |
| 11 | 30 gennaio 1995 | ISBN 4-09-183531-7 | luglio 2001    |
| 11 | Capitoli - 01. La regola - 02. L'inseguimento - 03. L'allievo - 04. Due ore - 05. Gli eletti - 06. La corrente nuova - 07. Il tempo che resta - 08. La scelta - 09. Lo stesso sogno                                         |                    |                |
| 12 | 27 aprile 1995 | ISBN 4-09-183532-5 | agosto 2001    |
| 12 | Capitoli - 01. Il principio - 02. La riforma - 03. Proiettili - 04. La legge della giungla - 05. L'orgoglio - 06. Good - 07. La deviazione - 08. Il sistema presidenziale - 09. Il santuario                                |                    |                |

### Anime
Un adattamento OAV dalla durata di 65 minuti diretto da Takashi Watanabe e prodotto dallo studio PASTEL, è stato pubblicato in home video il 1º maggio 1996. La sceneggiatura è stata affidata a Kenji Terada, il character design a Hidemi Kubo mentre la direzione artistica è stata affidata a Hiroshi Katō. In Italia è inedito.

### Live action
Dal manga è stato tratto anche un film live action diretto da Yukio Fuji e distribuito nel corso del 1995. In Italia è inedito.